# Claire van Kampen
Claire Elizabeth van Kampen is een personage uit de Nederlandse tv-serie Gooische Vrouwen, vertolkt door Tjitske Reidinga. Het personage komt voor in de televisieserie uit 2005-2009, de twee films uit 2011 en 2014 en in de vervolgserie uit 2024.

## Achtergrond
Voor de rol van Claire had Linda de Mol meteen Reidinga in gedachten. Reidinga, die eigenlijk niks met de rol van Claire had, was verbaasd dat ze gevraagd werd. Daarnaast wilde Reidinga zich eigenlijk niet binden aan een televisieproject en ze zou in eerste instantie weigeren. Maar nadat het script was veranderd, kon Reidinga zich daarin vinden en ze accepteerde uiteindelijk de rol van Claire. Aanvankelijk zou Reidinga maar één seizoen willen meedoen en vandaar dat Claire een open einde kreeg tijdens het eerste seizoen. Hoewel Reidinga eerst niet van plan was om te tekenen voor het tweede seizoen, wilde ze wel terugkomen mits ze inspraak kreeg in de verhaallijnen. Uiteindelijk bleef Reidinga ook voor het derde seizoen. Toen Annet Malherbe aangaf te willen stoppen, waren de schrijvers bang voor een vertrek van Reidinga. Reidinga bleef, mits ze meer vrije tijd kreeg. Hierdoor had het personage Claire minder screen time dan de overige personages. Ten slotte tekende ze ook voor het vijfde seizoen, omdat dit het laatste seizoen zou worden.
De rol gaf Reidinga bekendheid bij een groot publiek. Dat had ook een tot gevolg dat ze op straat werd herkend en dat ze mee moest doen aan fotoshoots en interviews. Ze gaf aan dat ze privé een prijs heeft moeten betalen voor haar bekendheid.
Voor Reidinga betekende de rol een omslag in haar carrière, omdat ze een compleet ander karakter moest spelen dan ze gewend was. Ze moest Claire spelen als een koel en afstandelijk persoon met weinig expressie. Reidinga gaf aan dat het toenemende drankmisbruik van Claire voor haar als actrice een prettige ontwikkeling was, omdat ze op die manier meer kon doen met het personage.

## Personage
Claire is geboren en getogen in het Gooi. Ze verliest haar man Anton van Kampen als hij in het lege zwembad van Cheryl en Martin Morero valt. Ze blijft achter met dochter Merel. Claire komt over als een cynische vrouw. Ze is weinig gelukkig in de liefde en het belangrijkste in een man vindt ze zijn salaris. Zelf heeft ze regelmatig financiële problemen. Haar alcoholgebruik neemt steeds meer toe en uiteindelijk komt ze bij de AA terecht.
Als advocate staat Claire bekend als hard en meedogenloos, en ze werkt vooral aan zaken rondom corruptie en faillissementen.

## Overzicht
Claire ontmoet op de middelbare school haar vriendin Willemijn Lodewijkx. Na de middelbare school ontmoet ze Anton van Kampen, met wie ze gaat trouwen en in het Gooi gaat wonen. Samen krijgen ze een dochter: Merel van Kampen.

### Seizoen 1
Claire en Anton worden uitgenodigd op de house-warming van Cheryl Morero en Martin Morero, die nieuw zijn in het Gooi. Claire vindt hen asociaal, dus gaat niet. Haar man gaat wel, maar duikt dronken in het zwembad van de Morero's, waar geen water in zit. Hij is op slag dood. Claire komt toch nog even naar het feest om Willemijn en haar andere vriendin Anouk Verschuur streng toe te spreken, maar ziet haar man dood in een zwembad liggen. Nu heeft ze nog meer een hekel aan de Morero's.
Merel is na de dood van haar vader, haar moeder helemaal zat, want die wil alleen maar doorgaan. Merel gaat bij Roderick Lodewijkx logeren, maar Cheryl zorgt er weer voor dat Merel weer naar Claire gaat. Claire draait hierdoor bij en sluit Cheryl in hun vriendinnengroepje.
Claire gaat in de kluis van Anton kijken wat hij nog had, maar komt tot de ontdekking dat hij het met mannen deed. Ze is geschokt en vernielt woedend zijn graf.
Claire ontmoet zakenman Herbert weer en gaat heel intiem met hem om, zodat ze geld van hem kan aftroggelen, omdat Anton alles erdoorheen had gejaagd. Ze ontmoet echter een knappe ober: Max. Ze krijgt een relatie met deze Max, maar heeft nog steeds geen geld. Samen gaan ze echter doorgestoken kaart spelen bij poker, waardoor hun zakken volstromen.
Merel krijgt een nieuwe vriend, maar deze blijkt een allochtoon te zijn. Claire heeft hier een hekel aan en schopt hem het huis uit. Merel is woedend.
Op het eind van Seizoen 1 wordt Claire door een onbekend iemand het zwembad van de Morero's ingeslagen met een honkbalknuppel. Bewusteloos drijft Claire in het zwembad......

### Seizoen 2
Claire ligt in coma, nadat ze het zwembad is ingeslagen. Ze krijgt meerdere dromen van Anton die haar mee wil trekken naar de dood, maar ze weet zich staande te houden. Aan haar ziekbed belooft Willemijn dat ze haar altijd financieel zal steunen, vertelt Cheryl dat ze niet zwanger van Martin is, maar van Tom Blaauw en belooft Anouk altijd voor Merel te willen zorgen.
Als Claire uit haar coma is ontwaakt blijkt dat ze alles heeft kunnen horen wat haar verteld is. Ze maakt hier gretig gebruik van door aan Willemijn geld te vragen voor een zogenaamde school voor Merel. Willemijn leent haar geld.
Merel blijkt echter de dader te zijn van Claire's ongeluk en zit in de gevangenis. Willemijn komt hier samen met Anouk achter als ze bij Merel langs willen op school. Willemijn is woest en wil geen vrienden meer met Claire zijn. Claire weet het echter terug te betalen met rente, waardoor de vriendschap wordt gered.
Claire moet revalideren na haar ongeluk en ontmoet in het revalidatiecentrum Ernst Scheepmaker-van Altena. Ze neemt hem in huis, want hij is aan een rolstoel gekluisterd. Ondertussen regelt hij financieel alles voor haar. Ze hebben een keer een onenightstand, maar dan komt zijn dochter Daphne en wil haar vader meenemen naar het buitenland om volledig te kunnen herstellen.
Dan komt Merel onverwacht vervroegd vrij. Claire levert haar echter bij Anouk af, want dat had ze beloofd. Merel houdt het daar echter niet uit en keert terug naar haar moeder. Claire sluit haar dochter toch weer in haar armen.
Cheryl is bevallen van een gezonde zoon en Claire heeft beloofd niet te zullen vertellen dat Tom eigenlijk de vader is. Als Claire in het ziekenhuis is ziet ze Ernst daar ook. Hij is volledig hersteld en heeft alleen nog een controle: hij kan weer lopen!

### Seizoen 3
Ernst en Claire hebben een relatie gekregen en Ernst woont weer bij Claire in huis. Ze hebben echter geen relatie die gebaseerd is op liefde. Wanneer Ernst zich te veel met Merels opvoeding bemoeit is voor Claire de maat vol. Ze zet Ernst het huis uit. Ze heeft geen geld meer, dus steelt ze een keer een kledingstuk. Ze wordt opgepakt, maar Cheryl kan haar borg betalen. In ruil daarvoor zorgt Claire ervoor dat Cecile van Buuren Cheryl met rust zal laten, nadat Cheryl Cecile's bumper eraf heeft gereden en vervolgens heeft uitgescholden.
Claire en haar vriendinnen organiseren een veiling voor Thaise weeskinderen. Claire is de veilingmeester en beheert het geld. Wanneer ze het geld gaat tellen drukt ze echter geld achterover. De au pair van Cheryl, Tippi Wan, heeft het gezien en stalkt Claire anoniem via de telefoon. Ze weet het zo te krijgen dat Claire haar het geld geeft. Claire komt er echter achter dat Tippiwan de stalker is, maar kan niks doen, omdat Tippiwan foto's heeft.
Claire's beste vriendin Willemijn gaat weer trouwen. Op de bruiloft is er een pakketje voor alle vier de dames. Ze maken het open, maar er blijkt een soort klokje in te zitten, die langzaam afloopt...

### Seizoen 4
Het klokje bleek een bom te zijn, waarbij Willemijn is omgekomen. Claire is vol van verdriet en helpt Evert Lodewijkx, de man van Willemijn, waar ze kan. De kinderen van Willemijn worden echter gek van haar en Evert vraagt haar subtiel of ze niet meer langs wil komen.
Ernst duikt weer op in het leven van Claire en ze laat weten niet van hem gecharmeerd te zijn. Toch duikt ze weer met hem het bed in en trekt hij weer bij haar in. Hij kan haar aan veel geld helpen, maar blijkt dit niet legaal te hebben gedaan. Hij wordt opgepakt samen met Claire. Claire kan vrijkomen, als ze tegen Ernst getuigt. Uiteindelijk doet ze dit, waardoor Ernst achter de tralies verdwijnt.
Als Ernst weg is, kan Claire er niet mee omgaan dat ze alleen is. Ze doet toenaderingspogingen om met Evert wat te krijgen, maar die blijft bij Roelien Grootheeze. Claire gaat aan de drank en is dan ook vaak dronken. Ook heeft Tippiwan een boek geschreven vanuit de gevangenis (zij had de bom gemaakt), waarin ze Claire afschildert als een bedriegster die met het geld van een veiling aan de haal is gegaan.

### Seizoen 5
Merel heeft een nieuwe vriend: Wienand, een donkere jongen. Claire is weer niet gecharmeerd van hem. Ze wil hem meerdere malen afkopen. Hierdoor is Merel het zat en laat weten dat ze Claire niet wil zien en dat Claire haar kleinkind ook niet mag zien. Claire is in shock: ze wordt oma. Ze blijft te veel drinken en dit helpt daar ook niet echt bij. Wanneer Cheryl dringend weg moet, moet Claire op het kind van Cheryl passen, maar ze laat hem bijna verdrinken in bad. Cheryl is woedend en wil dat Claire hulp zoekt. Samen met alle vrienden proberen ze Claire over te halen. Claire gaat uiteindelijk overstag en gaat naar een afkickkliniek. Eerst blijft ze erg koel in de kliniek en doet ze gemeen tegen alle mede-alcoholisten. Ze moet zelfs een dag genegeerd worden door iedereen, zodat ze gaat praten over haar verleden. Ze komt langzaam los en sluit vriendschap met Lisa en Dirk Stubbe. Haar moeder komt ook nog langs, maar daar wordt ze ook niet echt gelukkig van. Nadat Claire Lisa van een zelfmoord heeft gered duikt ze met Dirk het bed in. Vlak daarna hoort ze dat ze naar huis mag, omdat ze zichzelf heeft opengesteld.
Nadat ze uit de kliniek komt zoekt ze Dirk weer op en samen krijgen ze een relatie. Wanneer hij over haar dochter begint is ze hem gelijk zat. Hij komt echter weer terug en samen gaan ze naar haar dochter toe, die zwangerschapsvergiftiging heeft. Ze maakt het goed met Merel en Wijnand en stelt Dirk aan iedereen voor als haar nieuwe vriend. Uiteindelijk wordt Claire oma van een geweldige kleinzoon: Boy.

### Gooische Vrouwen (film)
Claire hoort dat Merel en Winand naar Burkina Faso willen verhuizen voor het goede doel, samen met Boy. Claire is hier erg verdrietig over en wil haar kleinzoon niet voor drie jaar missen. Dan wordt ze door Dirk ten huwelijk gevraagd. Ze zegt ja, maar op de grote dag loopt ze weg voor het altaar, waardoor het huwelijk niet doorgaat. Haar leven ligt in puin, net als het leven van haar vriendinnen Cheryl, Anouk en Roelien. Met z'n vieren gaan ze naar Frankrijk om een cursus te volgen. Daar kan Claire een vrouw wijze raad geven, waardoor die weggaat van de cursus en weet wat ze moet doen. Ook belt Claire naar Dirk, maar die neemt niet op. Hij pakt zijn spullen en vertrekt uit het Gooi.
Na een dag geshopt te hebben in Parijs gaan de dames weer terug naar Nederland, omdat Cheryl bij het concert van Martin wil zijn en de dochter van Anouk voor het eerst ongesteld is geworden. Weer in Nederland besluit Claire ook naar Burkina Faso te gaan, om zo haar dochter en kleinzoon te kunnen zien. Ze wordt vrolijk uitgezwaaid door haar beste vrienden.

## Varia
- Claire heet in de film opeens van geboortenaam Van Kampen, terwijl dit de naam van haar overleden man is.
- In aflevering 4 van seizoen 1 brengt een deurwaarder een brief gericht aan C.J.M. Van Kampen. Later blijkt haar tweede naam 'Elizabeth' te zijn.